# Arnaldo Fraccaroli
Arnaldo Fraccaroli, född 26 april 1882, död 16 juni 1956, var en italiensk dramatiker och journalist.
Som dramatiker var Fraccaroli upphovsman till en rad komedier som La foglia di fico (1913), Biraghin (1924), Il problema centrale (1926) och La gaia scienza (1926). Som journalist gjorde han sig främst känd som reseskildrare, bland annat med Biglietto di viaggio (1920), där han skildrat sina reseintryck från Sverige.